# Tracy Hickman
Tracy Hickman (ur. 26 listopada 1955) – amerykański pisarz gatunku fantasy. Wspólnie z Margaret Weis stworzył m.in. wielotomową sagę Dragonlance. Ożenił się z Laurą Curtis w 1988, razem mają czworo dzieci.